# 조너선 하이트

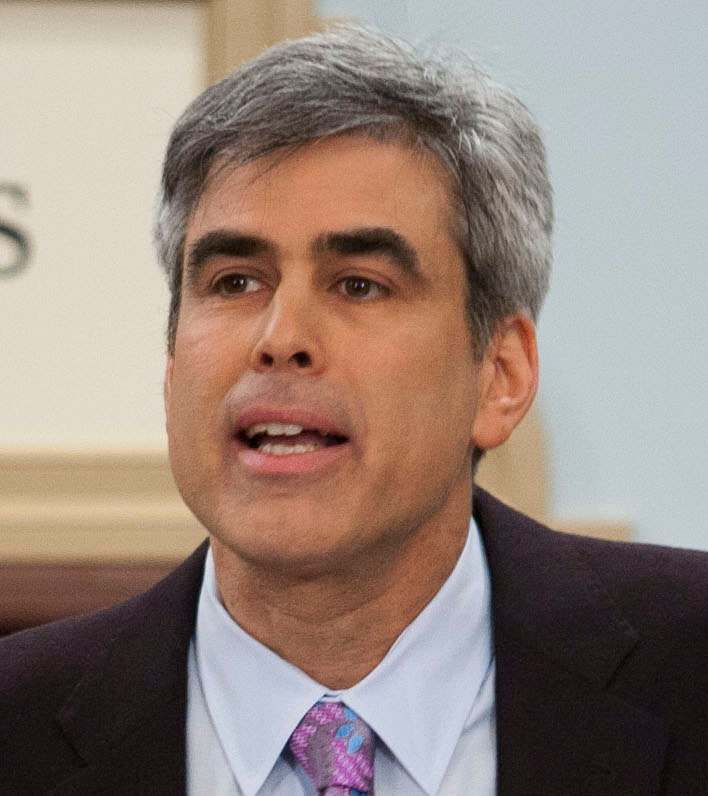
Jonathan Haidt (2012)

조너선 하이트(Jonathan Haidt, 1963년 10월 19일 ~ )는 뉴욕 대학의 교수이다. 하이트 교수는 사회 심리학자로써 그의 연구는 도덕성의 심리학적인 기반에 초점을 맞추고 있다. 그의 첫번째 책 《행복가설》에는 고대로부터 내려온 만남에 대한 10가지 "대단한 생각들"을 조사하는 내용이 담겨있고, 그것들이 계속해서 행복한 삶과 관련되고 있는지를 살핀다. 그의 최근 저서인 《The Righteous Mind》에서는 인간의 도덕적 기원을 다루고 있고, 도덕적 성향의 차이가 미국 사회내 양극화와 역기능을 어떻게 설명할 수 있는가를 설명한다. 그의 연구에서 특정한 부분은 상승(Elevation (psychology))의 감정에 초점을 맞추고 있다.

## 저서
- 하이트, 조너선; 코레이 케이즈(Keyes, Corey L.M.) (2002). 《《풍성함: 긍정 심리학과 잘 사는 삶》(Flourishing: Positive Psychology and the Life Well Lived)》. American Psychological Association. ISBN 1-55798-930-3.
- 하이트, 조너선 (2005). 《《행복 가설: 고대 지혜에서 현대적 진리 찾기》 (The Happiness Hypothesis: Finding Modern Truth in Ancient Wisdom)》. Basic Books. ISBN 0-465-02802-0.